# セタノール
セタノール (cetanol) は、アルコールの1種であり、中でも高級飽和脂肪族アルコールに分類される。セチルアルコール (cetyl alcohol)、パルミチルアルコール (palmityl alcohol) とも呼ばれる。IUPAC系統名は 1-ヘキサデカノール (1-hexadecanol)。

## 性質
水に不溶で、アルコール特有の臭いがある。常圧（760 mmHg）において融点は 49 ℃ であり、沸点は344 ℃である。したがって、常温常圧においては固体である。なお、参考までに15 (mmHg)まで減圧すると、沸点は 190 ℃まで低下する。

## 歴史
セタノールは、フランスの化学者ミシェル＝ウジェーヌ・シュヴルールによって1813年に発見された。鯨蝋を加熱して得られた脂肪分を水酸化カリウムと反応させ、冷却した後にセチルアルコールの薄片が残ったとされる。
セチル cetyl の名前の由来も、鯨によるものであり、くじら座を示すラテン語の Cetus である。ヘキサデカン (C16H34) の旧称 セタン はここから来ている。
現代では捕鯨禁止により、パーム油等の植物油を精製し製造されたものが代用されている。パルミチルアルコールという別名は、パーム (palm) 油に由来する。なお、パルミチン酸のカルボキシ基を還元して水酸基にしたものが、セタノール（パルミチルアルコール）である。

## 用途
化粧品等の原料に利用されている。保湿クリームに乳化ワックスとして用いるほか、界面活性剤としてシャンプーに用いられる。増粘剤としても用いられる事もある。他に、機械のナットやボルトへの潤滑剤（高級アルコール系潤滑剤など）の原料として使われる。